# Премия Американского института киноискусства (2009)
Премия Американского института киноискусства за 2009 год.
| Категории                            | Название фильма                      |
| ------------------------------------ | ------------------------------------ |
| Фильмы                               | • «Коралина в Стране Кошмаров»       |
| Фильмы                               | • «Мальчишник в Вегасе»              |
| Фильмы                               | • «Посланник»                        |
| Фильмы                               | • «Сокровище»                        |
| Фильмы                               | • «Серьёзный человек»                |
| Фильмы                               | • «Одинокий мужчина»                 |
| Фильмы                               | • «Сахар»                            |
| Фильмы                               | • «Вверх»                            |
| Фильмы                               | • «Мне бы в небо»                    |
| Фильмы                               | • «Повелитель бури»                  |
| Телесериалы, телефильмы, мультфильмы | • «Теория Большого взрыва»           |
| Телесериалы, телефильмы, мультфильмы | • «Большая любовь»                   |
| Телесериалы, телефильмы, мультфильмы | • «Огни ночной пятницы»              |
| Телесериалы, телефильмы, мультфильмы | • «Хор»                              |
| Телесериалы, телефильмы, мультфильмы | • «Безумцы»                          |
| Телесериалы, телефильмы, мультфильмы | • «Американская семейка»             |
| Телесериалы, телефильмы, мультфильмы | • «Женское детективное агентство №1» |
| Телесериалы, телефильмы, мультфильмы | • «Сестра Джеки»                     |
| Телесериалы, телефильмы, мультфильмы | • «Мастера вечеринок»                |
| Телесериалы, телефильмы, мультфильмы | • «Настоящая кровь»                  |